# Resident Evil: Revelations 2
Resident Evil: Revelations 2 (укр. Оселя зла: Одкровення 2, яп. バイオハザード リベレーションズ2) — епізодична відеогра у жанрі survival horror, розроблена та видана японською компанією Capcom. Гра є продовженням Resident Evil: Revelations та Resident Evil 5. Вона знаменує повернення Клер Редфілд у ролі головної героїні, також вперше в основній серії можна грати за персонажа Баррі Бертона. Це також перша гра Resident Evil без Елісон Корт, яка довгий час озвучувала Клер Редфілд. Перше видання вийшло в лютому 2015 року.
Події розгортаються між подіями Resident Evil 5 і 6, у 2011 році. Історія починається з того, що Клер та її колеги, включаючи доньку Баррі Бертона — Мойру, перебувають на вечірці в штаб-квартирі неурядової організації TerraSave, коли на них нападають невідомі і відвозять на безлюдний острів у Балтійському морі.
Гра була випущена для PlayStation 3, PlayStation 4, Windows, Xbox 360, Xbox One, PlayStation Vita в 2015 році і для Nintendo Switch в 2017 році разом з портом першої Revelations. Відгуки варіювалися від змішаних до позитивних; сетинг, історія, персонажі та кооперативний геймплей були високо оцінені, але графіка та деякі технічні проблеми зазнали критики. Станом на серпень 2022 року загальна кількість продажів гри досягла 4,4 мільйона одиниць (включно з колекцією для Switch), перевершивши свою попередницю.

## Ігровий процес
Дія Resident Evil: Revelations 2 відбувається між подіями ігор Resident Evil 5 і Resident Evil 6. Клер Редфілд виконує роль головної героїні, а дочка Баррі Бартона, Мойра, грає роль другого плану. У грудні 2014 року новий трейлер показав Баррі як ще одного протагоніста, за якого можна грати, крім того, до нього приєдналася Наталя Корда, маленька дівчинка з надприродними здібностями. Офіційний кінематографічний трейлер вийшов у грудні 2014 року. Resident Evil: Revelations 2 являє собою гру в жанрі survival horror, яка підтримує можливість кооперативної гри. Під час самостійної гри гравець повинен перемикатися між персонажами, щоб розв'язувати головоломки та виконувати певні дії. Гра містить елементи стелсу, оскільки лише двоє з чотирьох ігрових персонажів використовують зброю. Інші двоє є більш вразливими й воліють використовувати зброю ближнього бою, зокрема ломи та цеглу; вони також можуть знаходити приховані предмети за допомогою ліхтарика або спеціального чуття.
У грі доступний режим Raid Mode, який перекочував з першої гри Revelations з нововведеннями, більшою кількістю місій та новими персонажами. У грі представлено близько 200 місій й 15 персонажів, які охоплюють всю ігрову серію, а також нові сценарії та вороги з Resident Evil 5, Resident Evil 6 і Resident Evil: Revelations. У цьому режимі гравці можуть кастомізувати свої вміння та зброю, а також купувати нові. Деякі вороги в Raid Mode мають особливі здібності, такі як додаткова швидкість або сила. У цей режим можна грати як наодинці, так і в онлайні або в локальному кооперативі з розділеним екраном.

## Сюжет
Сюжетна лінія складається з чотирьох епізодів, розділених на сценарій минулого з Клер Редфілд і Мойрою Бертон та сценарій сьогодення з Баррі Бертоном.

### Епізод 1 - Виправна колонія
Клер Редфілд і Мойра Бертон, донька Баррі Бертона, працюють в агентстві із запобігання біологічній небезпеці TerraSave. Під час офісної вечірки їх та кількох інших співробітників компанії захоплюють озброєні найманці. Клер та Мойру відвозять до установи на острові Сейм, де на них нападають "уражені" - мутовані люди, зведені з розуму божевільними експериментами. Невідома жінка, яка називає себе "Наглядачем", спостерігає за ними через камери і каже, що браслети на їхніх зап'ястях вимірюють страх, поки пара намагається знайти безпеку. Діставшись радіовежі, вони кличуть на допомогу.

### Епізод 2 - Споглядання
Клер та Мойра стикаються зі своїми колегами, Ґабріелем Чавесом та Педро Фернандесом, у «Воссек», занедбаному пабі, розташованому в покинутому рибальському селищі. Наглядач пояснює, що вони стали її новими піддослідними для випробування T-Phobos, вірусу, який чутливий до страху, для процесу знищення. Гейб веде Клер до зламаного гелікоптера, який він має намір полагодити, щоб втекти з острова, але незабаром вони потрапляють у засідку орди Уражених, які відділяють Клер, Мойру і Педро від Гейба і гелікоптера; Педро не в змозі протистояти страху і перетворюється на монстра. Клер та Мойра відбиваються і від Педро, і від Уражених, доки їхній бос, Ніл Фішер, не прибуває, щоб допомогти їм втекти. Вони вирішують пробратися до вежі Наглядача, але знову потрапляють у засідку, і Ніл залишається, щоб відволікти монстрів. Клер із Мойрою наздоганяють Наталю, яка блукала островом на самоті, і товаришують з нею. Гейб лагодить гелікоптер і намагається втекти, але Наглядач дистанційно виводить з ладу систему управління, вбиваючи його. Поки Клер й Мойра розгублені катастрофою, Наталю викрадають і відвозять до Наглядача, яка має намір перенести її свідомість у маленьку дівчинку.
Шість місяців потому Наталя веде Баррі до вежі Наглядача - останнього місця, де вона бачила Мойру живою. Дорогою Баррі дізнається, що Наталя — сирота, чиї батьки загинули під час інциденту на Терраґріґії, і ця травма зробила її невразливою до страху. У вежі вони знаходять портрет, на якому зображені Альберт Вескер і жінка, котру Наталя впізнає як Алекс Вескер. Потім вони потрапляють у засідку Наглядача, гротескної горбатої фігури, яка нейтралізує Баррі і виявляється самою Алекс.

### Епізод 3 - Вирок
Клер і Мойра слідують за запискою, яку нібито залишив Ніл, щоб зустрітися з ним на сусідній фабриці, але натрапляють на низку пасток, і ледь виживають. Пройшовши через каналізацію, вони потрапляють до вежі Наглядача, де стають свідками зустрічі Ніла та Алекса Вескера. З'ясовується, що Ніл, колишній член ФКБ (Федеральної Комісії з Біотероризму), стояв за викраденням своїх співробітників, щоб допомогти Алекс в обмін на зразок вірусу «Уроборос», який він мав намір використати для відновлення ФКБ. Замість того, Алекс вводить Нілу «Уроборос», в результаті чого той мутує у велетенську потвору. Клер і Мойра змушені вбити його.
Шість місяців по тому Баррі та Наталя рятуються від мутованої Алекс і прокладають собі шлях з каналізації назад на поверхню. Дорогою Баррі розповідає Наталі про трагічну подію, що сталася з його двома доньками: Мойра випадково застрелила свою молодшу сестру Поллі, коли вони гралися з одним із пістолетів Баррі. Хоча це була його провина, Баррі звинуватив Мойру в нещасному випадку, що призвело до великої напруги в їхніх стосунках. Поллі вижила, але в результаті інциденту у Мойри з'явилася фобія зброї. Згодом Баррі та Наталя опиняються в напівзруйнованій шахті, що кишить монстрами. Алекс влаштовує засідку на іншому боці і скидає Баррі в ущелину, але коли вона намагається вбити Наталю, маленька дівчинка безстрашно дивиться їй у вічі, змушуючи Алекс в жаху відступити.

### Епізод 4 - Перевтілення
Після смерті Ніла Клер та Мойра прямують до Монумента, щоб зустрітися з Алекс, і дует дізнається про її наміри подолати страх й уникнути смерті. Вона стріляє собі в голову, запускаючи процес самознищення, що змушує Клер і Мойру тікати. Без їхнього відома Алекс відчуває страх у свої останні хвилини життя та починає мутувати. Коли вони спускаються з вежі, що руйнується, Мойра жертвує собою, щоб Клер могла врятуватися; незабаром її рятують. Вона з жалем говорить Баррі, що не змогла врятувати Мойру, але Баррі відмовляється змиритися зі смертю доньки й продовжує її пошуки.
Шість місяців потому Баррі та Наталя проходять через кілька тунелів токсичних шахт, перш ніж потрапляють до дослідницької лабораторії Алекс, замаскованої під маєток. Вони пробираються всередину, поки Алекс дражнить Наталю через браслет дівчини. Коли дует стикається з нею, Алекс вводить собі зразок Уробороса і мутує вдруге, щоб боротися з Баррі та Наталею. Після інсценування власної смерті Алекс раптово оживає й виводить Баррі з ладу. Вона хапає Наталю і знову намагається її вбити. У цей момент історія переходить до одного з двох можливих варіантів кінцівок.

### Варіанти кінцівок
У канонічній кінцівці, де Мойра долає свою фобію до зброї, застреливши Ніла, вона виживає після руйнування вежі і встигає врятувати Наталю, тимчасово відлякуючи Алекс пострілами. Баррі, Мойра і Наталя тікають з місцевості, поки Алекс не заганяє їх у кут. Клер прилітає на гелікоптері, щоб врятувати трійцю, і їм вдається знищити Алекс за допомогою ракетниці. Коли вони залишають острів, Баррі примиряється з Мойрою і висловлює намір прийняти Наталю в сім'ю Бертонів.
В епілозі Клер прямує до будинку Баррі, коли їй повідомляють, що її брат у Китаї, на що вона відповідає: «Скажи Пірсу, щоб подбав про нього». У будинку Бертонів Наталю оточують газети, що висвітлюють події Resident Evil 6. Дочитуючи «Афоризми Зюрау» Франца Кафки, вона зловісно посміхається, натякаючи на те, що свідомість Алекс все ще може перебувати в ній.
У поганій кінцівці, якщо Клер вдасться вбити Ніла, Мойра загине, будучи придавленою уламками під час руйнування вежі. Алекс розчавлює Наталю до смерті, лише для того, щоб згодом прокинутися як Похмура Наталя (просякнута свідомістю Алекс) і з легкістю знищити її колишнє, мутоване тіло. Потім вона глузує з Баррі, який не може змусити себе застрелити маленьку дівчинку, до якої він так прив'язався. Алекс йде, залишаючи його у відчаї.

### Додаткові епізоди

#### Маленька міс
У цьому додатковому епізоді, дія якого відбувається безпосередньо перед зустріччю Наталі з Баррі, Наталя прокидається у подібному до сну стані, де її вітає Лотті, її улюблений плюшевий ведмедик. Потім вона вирушає на пошуки Лотті по всьому острову, який кишить «реваншистами» та «проблисками». До неї приєднується «Похмура Наталя», прояв розуму Алекс, чия здатність відчувати присутність монстрів дозволяє Наталі прослизати повз них в атмосфері, дещо схожій на Silent Hill. Вони знаходять розкидані довкола листівки від Лотті і врешті-решт знаходять її на березі моря, але це виявляється спробою Похмурої Наталі заволодіти тілом Наталі. Похмура Наталя каже Наталі, що зрештою її буде знищено, тож Наталя виривається зі сну наяву, коли човен Баррі наближається до острова.

#### Боротьба
Протягом шести місяців між втечею Клер і приїздом Баррі Мойра намагається вижити завдяки допомозі старого росіянина на ім'я Євґєній Рєбіч, якого Мойра колись зустріла в підземній диспетчерській з управління каналізацією; Євґєній врятував її перед тим, як обвалилася вежа Наглядача. Незважаючи на їхні напружені стосунки, їжі дуже мало, тож парі доводиться разом долати безліч небезпек, щоб вижити. Після перемоги над ордами мутованих монстрів їм вдається знайти лист від доньки Євґєнія. Дізнавшись про долю доньки, Євґєній зневірюється в житті і замикається у своєму будинку, щоб піддатися хворобі, водночас підбурюючи Мойру втекти з острова без нього. Зрештою, розбита горем Мойра вирішує рухатися далі і прибуває вчасно, щоб врятувати батька й Наталю від Алекс.

## Розробка

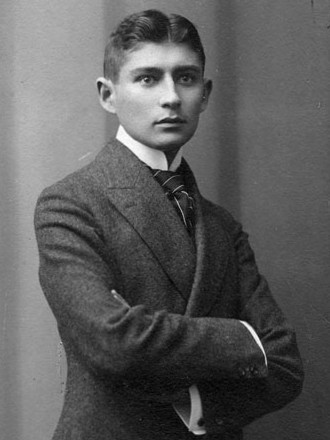
Франц Кафка був великим джерелом натхнення багатьох елементів сюжету Resident Evil: Revelations 2.

Capcom заявила, що команда, відповідальна за Resident Evil: Revelations, відповідатиме за сиквел. Було заявлено, що Кріс Редфілд і Джилл Валентайн не тільки не братимуть участі у Revelations 2, але гра взагалі не буде пов'язана з Revelations. Однак назва Revelations буде використовуватися окремим циклом для серії ігор, яка заповнить прогалини серії Resident Evil і розширить відомості про основну серію ігор. Під час Tokyo Game Show Мічітеру Окабе пояснив, що основна серія Resident Evil залишатиметься більш орієнтованою на екшн і буде спрямована на ширшу аудиторію, щоб спробувати зацікавити більше людей світом Resident Evil. Однак, Revelations як серія буде орієнтована на фанатів, що мають намір насолоджуватися старим стилем жахів. За допомогою побічної серії вони сподіваються зацікавити своїх давніх шанувальників і запропонувати їм щось схоже на той досвід горору, в який вони закохалися.
Даі Сато, сценарист Resident Evil: Revelations, повертається до створення цієї гри. Персонаж Клер Редфілд, яка востаннє з'являлася в Resident Evil Code: Veronica (2001), повертається в Revelations 2 як на вимогу фанатів, так і тому, що Сато був її «великим шанувальником особисто». Елісон Корт не повернулася, щоб озвучити Клер, яку замість неї зобразила невідома жінка (в грі її називають Джеймс Бейкер). За словами Окабе, причиною заміни Корт було те, що вони відчували, що її голос був занадто молодим для старшої й зрілої Клер і міг спричинити плутанину у гравців між голосами Клер і молодшої Мойри Бертон.
Чеський письменник Франц Кафка був головним джерелом натхнення для сюжету гри, ідея якого з'явилася під впливом Сато. Оскільки в першій Revelations були використані уривки з Божественної комедії Данте Аліг'єрі, команда відчула, що це буде спільним елементом для підсерії Revelations, надаючи глибшого значення темам, що досліджуються впродовж історії. Крім того, Сато сподівався, що це дозволить гравцям відчути себе більш зануреними, оскільки справжній письменник став частиною сетингу. Назви чотирьох епізодів гри є алюзіями на деякі твори Кафки: «У виправній колонії», «Споглядання», «Вирок» та «Перевтілення», відповідно.
Близькі стосунки були важливою темою для гри, наближаючись до більш особистих елементів історії. Сім'я Баррі Бартона займає важливе місце в сюжеті гри; Баррі виступає в ролі батька для Наталі, яка стала сиротою через «Паніку Терраґріґії», про яку йшлося в першій Revelations. З іншого боку, Клер можна розглядати як фігуру старшої сестри для Мойри, яка має напружені стосунки з батьком. Концепція здорового глузду також має велике значення для розвитку сюжету, про що свідчать браслети на зап'ястях персонажів, які відображають рівень їхнього страху, окремі назви пісень саундтреку — Божевілля (англ. Insanity) та Відчай (англ. Despair), а також назва головних ворогів гри — «Уражені» (люди, зведені з розуму тортурами та експериментами).
Композитор Кота Сузукі після роботи над іншими частинами франшизи, як-от Resident Evil: The Mercenaries 3D, Resident Evil 5, Resident Evil 6 та Resident Evil: Revelations, повернувся до написання музики до гри. За його словами, для цього саундтреку вони вирішили зосередитися на «двоїстості звуку». Говорячи про концепцію звукового дизайну для Revelations 2 і свою співпрацю з Німою Фахрарою, він пояснив: «Роботи Німи Фаххари мали той особливий елемент темряви, який ідеально поєднувався з нашими роботами. Після багатьох сеансів мозкових штурмів ми вирішили використовувати «залізо» і «воду» як наші концепції при створенні нових інструментів. А після запису ми відредагували і звели звук з іншими треками, щоб створити дійсно унікальне звучання».

### Випуск
Capcom випустила гру 25 лютого 2015 року у форматі щотижневих епізодів для PlayStation 3, PlayStation 4, Windows, Xbox 360 та Xbox One. Після виходу останнього епізоду була видана повна версія гри. Японський рок-гурт Dir En Grey був представлений у деяких рекламних матеріалах для гри. Повне відео на пісню Revelation of Mankind, що містить сцени з гуртом та грою, було випущено в середині 2015 року. Ця музика також увійшла до їхнього альбому Arche. Sony Computer Entertainment видала версію гри для PlayStation Vita. Порт був розроблений студією Frima Studio і випущений 18 серпня 2015 року. Перший епізод гри, «Виправна колонія», став доступним для безкоштовного завантаження для PlayStation 4, Xbox 360 та Xbox One 18 листопада 2015 року. Після цього була створена колекція для Nintendo Switch, до якої увійшли обидві гри Revelations, реліз відбувся наприкінці листопада 2017 року.

## Випуск
| Гра                          | Середня оцінка Metacritic                                        |
| ---------------------------- | ---------------------------------------------------------------- |
| Resident Evil: Revelations 2 | (PS4) 75/100 (PC) 74/100 (XONE) 75/100 (VITA) 65/100 (NS) 73/100 |
| Епізод 1 - Виправна колонія  | (PS4) 75/100 (PC) 73/100 (XONE) 73/100                           |
| Епізод 2 - Споглядання       | (PS4) 75/100 (PC) 76/100 (XONE) 74/100                           |
| Епізод 3 - Вирок             | (PS4) 77/100 (PC) 78/100 (XONE) 73/100                           |
| Епізод 4 - Перевтілення      | (PS4) 75/100 (PC) 73/100 (XONE) 74/100                           |

Реакція на гру коливалася від змішаної до позитивної. Хвалили сетинг, сюжет, персонажів та кооперативний ігролад, але графіку та деякі технічні моменти здебільшого критикували. За словами Кімберлі Воллес з Game Informer, у грі присутні шалені сюжетні повороти, кумедні діалоги, смішні моменти, і все це дуже добре поєднується між собою. Вона також похвалила персонажів, їхні унікальні сюжетні арки та розвиток протягом гри. Хаотичні моменти та битви з босами також були добре сприйняті. З іншого боку, Воллес поскаржилася на застарілі головоломки і відступи в кампанії Баррі, сказавши, що "ці місця перестають здаватися такими ж загадковими, як і раніше".
Polygon відзначили, що «Revelations 2 зосереджує увагу на тому, чого катастрофічно не вистачало останнім частинам», і похвалили гру за те, що вона наповнена сильними жіночими персонажами, адже троє з чотирьох головних ігрових героїв — жінки. Коллар особливо полюбив новачка Мойру Бертон, вважаючи її персонажем, що запам'ятовується та є цікавим. Однак він розкритикував брак горору, шаблонний дизайн рівнів й графіку. Рецензент Destructoid, Кріс Картер, позитивно оцінив атмосферу першого епізоду, похваливши моторошні криваві підземелля і темні ліси острова, а також добре відгукнувся про екшн і веселий кооперативний ігровий процес.
GamesRadar+ оцінили гру на 4 з 5 й позитивно відгукнулися про взаємодію та командну роботу, зазначивши, що обидві команди персонажів доповнюють одна одну та роблять гру фантастичним кооперативним досвідом. Однак, на їхню думку, кампанія Клер/Мойра має не зовсім вдалу кінцівку. IGN вважають, що грі бракує страху, яким славиться серія, а також критикують графіку і вважають, що гра не справляє незабутнього враження. Тим не менш, вони похвалили елементи пригодницького екшену, кооперативний геймплей, реалізацію традиційних головоломок і цікавий сюжет, який, за словами рецензента, Люсі О'Брайен, «тримав мене на гачку аж до самого фіналу». Вона також високо оцінила бонусний Raid Mode.
Багато рецензентів вважають, що третій епізод виявився найкращим. Пітер Браун з GameSpot назвав причиною цього розвиток сюжету та наявність цікавих головоломок, яких не вистачало в перших двох епізодах. Схожої думки дотримувалися і в IGN, вважаючи баланс між екшеном і розв'язанням головоломок надзвичайно гармонійним.

### Продажі та нагороди
За словами Capcom, завдяки поєднанню різних способів продажу, Resident Evil: Revelations 2 вдало стартувала і швидко перетнула межу мільйона продажів для компанії. В Японії за перший тиждень після виходу повної версії гра досягла другої (PS3) та четвертої позиції (PS4), продавши 73 373 та 42 358 копій відповідно. На PlayStation 4 того тижня продажі були вищими, ніж зазвичай, завдяки релізам Resident Evil Revelations 2 та 'Final Fantasy Type-0 HD. У Бразилії повна версія гри стала 9-ю найбільш продаваною грою для PS4 у квітні 2015 року. Після цього, того ж року, а саме в листопаді, один лише другий епізод, «Споглядання», став 8-м найбільш продаваним доповненням для PlayStation 3. Через місяць версія для PS Vita досягла 5-ї позиції.
Станом на березень 2020 року оригінальний реліз сягнув 2,6 мільйона проданих одиниць і, таким чином, Revelations 2, можливо, перевершила свою попередницю й стала 26-м бестселером компанії. Крім того, на початку 2016 року читачі японського ігрового журналу Famitsu обрали гру 9-тою найбільш пам'ятною грою для Xbox One.